# 心願 (大愛劇場)
《心願》（英語：The Wish of My Heart），是一部以描寫努力給孩子幸福家庭的黃父，是孩子們的後盾， 默默守護黃家的小孩，雖然因為環境刻苦， 但卻樂觀生活，教導孩子「行善」的電視劇，由丁力祺、兵家綺、玉尚、王美雪、蘇意菁、余采恩、屈中恆、胡利、張懷媗、周均諺、張世賢、黃瑄、和家穎主演，在大愛電視台於2013年9月29日20:00播出、中天娛樂台於2013年9月29日21:00播出。
因緣不可思議，大樹下奉茶起善念，心存善念就會有不同的結局！小學四年級的年紀，黃秋良就天天提一大壺水到大樹下奉茶，母親教導他「我們雖然沒錢，但是用茶水也可以行善。」在他小小心靈種下行善的種子。

## 播出時間

### 首播
| 片名 | 頻道       | 所在地 | 播放日期      | 播放時間                       |
| ---- | ---------- | ------ | ------------- | ------------------------------ |
| 心願 | 大愛電視台 | 臺灣   | 2013年9月29日 | 晚上20:00至20:49播出（無廣告） |
| 心願 | 中天娛樂台 | 臺灣   | 2013年9月29日 | 晚上21:00至22:00播出（含廣告） |

### 重播
| 片名 | 頻道       | 所在地 | 播放日期      | 播放時間                       |
| ---- | ---------- | ------ | ------------- | ------------------------------ |
| 心願 | 大愛電視台 | 臺灣   | 2013年9月30日 | 午夜00:00至00:49播出（無廣告） |
| 心願 | 大愛電視台 | 臺灣   | 2013年9月30日 | 深夜03:00至03:49播出（無廣告） |
| 心願 | 中天娛樂台 | 臺灣   | 2013年9月30日 | 上午11:00至12:00播出（含廣告） |
| 心願 | 大愛電視台 | 臺灣   | 2013年9月30日 | 傍晚16:00至16:49播出（無廣告） |

### 大愛會客室
於大愛電視台重播時段後播出
| 片名       | 頻道       | 所在地 | 播放日期      | 播放時間             |
| ---------- | ---------- | ------ | ------------- | -------------------- |
| 大愛會客室 | 大愛電視台 | 臺灣   | 2013年9月30日 | 午夜00:49至01:00播出 |
| 大愛會客室 | 大愛電視台 | 臺灣   | 2013年9月30日 | 深夜03:49至04:00播出 |
| 大愛會客室 | 大愛電視台 | 臺灣   | 2013年9月30日 | 傍晚16:49至17:00播出 |

## 演員列表

### 主要角色
| 演員   | 角色   | 介紹 |
| 丁力祺 | 黃秋良 | 男主角。家中排行老七，從小因為家境，姊妹送養給人，立志將把黃家的姐妹接回來家裡團圓，是他的心願，對於自己的人生有規劃有理想，希望能給家人無憂無慮的生活，白手起家事業有成也熱心公益。                 |
| 陳文政 | 黃秋良 | 少年秋良 |
| 傅顯捷 | 黃秋良 | 幼年秋良 |
| 兵家綺 | 顏媄姈 | 秋良之妻。做事能力強、溫柔體貼的女生，在父母師長的期望中長大，為了與秋良同進退，北一女畢業報考了政戰學校，當上北一女教官。一直以來始終陪伴在秋良身邊，對秋良來說是生命中不可或缺的人。               |
| 玉尚   | 黃金春 | 黃家的大家長，孩子們的後盾，在遇到困難時總是給予孩子支持與意見，幫助他們度過難關。雖然因為家庭並不富裕，但不怨天尤人，努力生活。                                                                     |
| 王美雪 | 黃阿  | 因為窮困把女兒們送給別人當養女，心中萬般不捨與無奈，但不減善心，見到路人因口渴而昏倒在路邊，決定奉茶給過路人喝，而大樹下奉茶開啟秋良善念。                                                           |
| 朱永德 | 顏文良 | 媄姈之父 |
| 劉美玲 | 顏瑞媛 | 媄姈之母 |
| 和家穎 | 黃紹銘 | 秋良與媄姈的長子 |
| 覃天   | 黃紹銘 | 少年紹銘 |
| 趙柏翰 | 黃紹銘 | 幼年紹銘 |
| 羅傑   | 黃紹瑋 | 秋良與媄姈的次子 |
| 鄭浚廷 | 黃紹瑋 | 少年紹瑋 |
| 廖柏翔 | 黃紹瑋 | 幼年紹瑋 |
| 耿汶   | 黃馨儀 | 秋良與媄姈的幼女 |
| 吳若梅 | 黃馨儀 | 少女馨儀 |
| 田宸榕 | 黃馨儀 | 幼年馨儀 |
| 蘇意菁 | 黃幼   | 黃家大姊，個性溫和嫻淑，對弟弟妹妹們十分照顧。孝順、尊敬父母，體諒父母的苦心、也心疼他們把小孩送出去的無奈。                                                                                         |
| 林清國 | 林丕魯 | 黃幼的丈夫 |
| 梁家榕 | 黃好   | 黃家二姊，因壓力大而自殺早逝。 |
| 梁家榕 | 趙阿梅 | 聰明的繼室，面貌與黃好相似，希望代替阿好姊孝順黃家，黃母對阿好的虧欠之心因阿梅的出現而放下，失去一個女兒而老天又補一個給黃母。                                                                       |
| 翁國豪 | 聰明   | 黃好的丈夫，阿好過世後娶阿梅續絃。 |
| 胡利   | 黃滿   | 黃家三姊，個性堅毅，因為自己無法讀書，看到弟弟們想升學的心願，毅然決然地投入酒家，賺取弟弟們的學費，供他們念書。不順利的婚姻，與先生的情感糾葛，在最後看到先生最後落魄的情況時，還是放下一切接納他。 |
| 李秉樺 | 黃三義 | 黃滿的前夫，因中風而過世 |
| 余采恩 | 黃月里 | 黃家四姊，因從小體弱多病，故沒被送養出去，婚後生活美滿與丈夫德生育有兩子，卻因癌症而早逝。 |
| 屈中恆 | 劉德生 | 月里的丈夫，因月里早逝，獨自撫養兩個小孩，但因為小孩管教問題求助秋良，而秋良早期創業也因為德生的幫助，而漸漸上軌道，兩家有密不可分的關係。                                                           |
| 張懷媗 | 黃素勤 | 黃家五姊，四個月大時被送出去當童養媳。結婚後與先生合開檳榔攤，雖然解了一時生活的經濟窘境，卻也因為檳榔攤的環境，無法提供小孩健康的成長需求，釀成終身遺憾。                                           |
| 胡鴻達 | 陳權   | 素勤的丈夫 |
| 周均諺 | 黃錦華 | 黃家六妹，喜歡唱歌，從小送養給人，與養家大哥結為連理，曾經因為丈夫沉迷於麻將，嘔氣前往舞廳跳舞，比丈夫還晚歸，最後在秋良的勸說下，兩人各退一步最後言歸於好。                                         |
| 曹景俊 | 卿智   | 錦華的丈夫 |
| 黃瑄   | 黃彩雲 | 黃家小妹，兩個月大時過繼給堂嬸當女兒，長大後對自己被送出去不諒解，但經過秋良開導之後，解開心結，對於原生父母不再有誤解，反而更融入黃家大家庭。                                                       |
| 郭人豪 | 清森   | 彩雲的丈夫 |
| 韓雨恩 | 黃美惠 | 黃家最小的妹妹，三姊黃滿年輕時為了幫忙家計，不畏閒言閒語進入酒家工作，在路旁遇到未婚生女而走投無路的女同事，立刻出手相救，把小女嬰送回黃家給媽媽照料當養女，並全力負擔孩子的生活費。                 |
| 吳皓昇 | 黃維敏 | 黃家大哥 |
| 林彥辰 | 黃維敏 | 少年維敏 |
| 傅顯皓 | 黃維敏 | 幼年維敏 |
| 張世賢 | 黃清海 | 黃家小弟，從小就很有生意頭腦，就讀小學時就會賣冰棒貼補家用。當黃滿婚姻受挫時，清海建議三姊在黃家雜貨鋪旁擺攤賣冰，與父母住得近，彼此有照應。就這樣一點一滴還清債務，也把人生重新建立起來。           |
| 卓彥維 | 黃清海 | 少年清海 |
| 陳彥豪 | 黃清海 | 幼年清海 |

### 其他角色
| 演員   | 角色   | 介紹                                   |
| 葉恩   | 黃志強 | 三姊黃滿與三義的長子                   |
| 蕭閔虔 | 黃志誠 | 三姊黃滿與三義的幼子                   |
| 劉佳旺 | 劉美鈞 | 四姊月里與德生的長子                   |
| 鄭凱中 | 劉美鈞 | 少年美鈞                               |
| 義紘   | 劉美文 | 四姊月里與德生的幼子                   |
| 陳衝衝 | 陳詩禮 | 五姊素勤與陳權的長子                   |
| 高逸凡 | 陳詩鄉 | 五姊素勤與陳權的次子                   |
| 游傑楊 | 陳詩洋 | 五姊素勤與陳權的幼子                   |
| 呂俍慧 | 堂嬸   | 小妹彩雲的養母                         |
|        | 顏慮耀 | 媄姈之妹                               |
| 林雨葶 | 陳秀菊 | 媄姈大學同學                           |
| 陳玉婷 | 阿燕   | 秋良家看護                             |
| 賴芊合 | 呂梅花 | 媄姈當兵的時候與她住在同一間宿舍的室友 |

### 客串角色
| 演員   | 角色     | 介紹                                                 |
| 趙筱桐 | 邱文漢   | 媄姈任教高職夜校的學生                               |
| 周 欣  | 露露     | 秋良到南部洽公認識的酒店小姐，因還債不得已委身酒店。 |
|        | 郭總     | 秋良之前任職貿易公司總經理                           |
|        | 洛克     | 秋良之前任職貿易公司客戶                             |
| 王淑娥 | 阿甘嫂   | 慈濟志工                                             |
| 紀素女 | 菊貞師姊 | 慈濟德州分會志工，於媄姈因子宮肌瘤手術時照顧。       |
| 張慶芷 | 春燕師姊 | 慈濟德州分會志工，於媄姈因子宮肌瘤手術時照顧。       |

## 大愛會客室名單
| 集數   | 日期           | 節目來賓                       |
| 第01集 | 2013年9月30日  | 龐宜安、湯以白、王美雪、丁力祺 |
| 第02集 | 2013年10月1日  | 黃秋良、黃滿、黃錦華、玉尚     |
| 第03集 | 2013年10月2日  | 黃秋良、王美雪                 |
| 第04集 | 2013年10月3日  | 黃秋良、玉尚                   |
| 第05集 | 2013年10月4日  | 黃秋良、黃滿                   |
| 第06集 | 2013年10月5日  | 黃秋良、王美雪、趙阿梅         |
| 第07集 | 2013年10月6日  | 黃秋良、黃滿                   |
| 第08集 | 2013年10月7日  | 黃秋良、黃素勤、陳權           |
| 第09集 | 2013年10月8日  | 黃秋良                         |
| 第10集 | 2013年10月9日  | 黃秋良、兵家綺                 |
| 第11集 | 2013年10月10日 | 黃秋良、顏媄姈、丁力祺         |
| 第12集 | 2013年10月11日 | 顏媄姈、兵家綺                 |
| 第13集 | 2013年10月12日 | 顏媄姈、黃秋良                 |
| 第14集 | 2013年10月13日 | 顏媄姈、黃秋良、兵家綺         |
| 第15集 | 2013年10月14日 | 顏媄姈、黃秋良、朱永德         |
| 第16集 | 2013年10月15日 | 黃秋良、兵家綺                 |
| 第17集 | 2013年10月16日 | 顏媄姈、兵家綺                 |
| 第18集 | 2013年10月17日 | 顏媄姈、黃秋良、朱永德         |
| 第19集 | 2013年10月18日 | 黃秋良、黃彩雲                 |
| 第20集 | 2013年10月19日 | 顏媄姈、黃秋良、丁力祺         |
| 第21集 | 2013年10月20日 | 顏媄姈、黃秋良、兵家綺         |
| 第22集 | 2013年10月21日 | 黃秋良、顏媄姈                 |
| 第23集 | 2013年10月22日 | 黃秋良、顏媄姈、玉尚           |
| 第24集 | 2013年10月23日 | 顏媄姈、王美雪、丁力祺         |
| 第25集 | 2013年10月24日 | 黃秋良、黃錦華                 |
| 第26集 | 2013年10月25日 | 黃秋良、黃清海、張世賢         |
| 第27集 | 2013年10月26日 | 黃秋良、王美雪、丁力祺         |
| 第28集 | 2013年10月27日 | 黃秋良、黃彩雲、胡利           |
| 第29集 | 2013年10月28日 | 黃秋良、黃清海                 |
| 第30集 | 2013年10月29日 | 林丕魯、黃幼、黃美惠、黃秋良   |
| 第31集 | 2013年10月30日 | 顏媄姈、黃馨儀、黃紹瑋、黃紹銘 |
| 第32集 | 2013年10月31日 | 黃秋良、黃馨儀、黃紹瑋、黃紹銘 |
| 第33集 | 2013年11月1日  | 黃幼、黃彩雲、黃美惠、黃清海   |
| 第34集 | 2013年11月2日  | 黃秋良、顏媄姈、黃錦華、黃滿   |
| 第35集 | 2013年11月3日  | 黃秋良、黃素勤、陳權           |
| 第36集 | 2013年11月4日  | 黃清森、黃彩雲、蔡永峯         |
| 第37集 | 2013年11月5日  | 黃秋良、顏媄姈、丁力祺         |
| 第38集 | 2013年11月6日  | 黃秋良、黃滿、胡利             |
| 第39集 | 2013年11月7日  | 黃秋良、顏媄姈、劉德生         |
| 第40集 | 2013年11月8日  | 黃秋良、黃馨儀、黃紹瑋、黃紹銘 |

## 歌曲
| 曲別   | 歌名                              | 演唱者 | 作詞   | 作曲   | 編曲   | 製作人 | 合聲   |
| 片頭曲 | 聽歲月講話(前期) 志願的力量(後期) | 林宗興 | 吳嘉祥 | 吳嘉祥 | 吳嘉祥 | 吳嘉祥 |        |
| 片尾曲 | 志願的力量(前期) 聽歲月講話(後期) | 曾心梅 | 十方   | 季海山 | 戴維雄 | 曹俊鴻 | 巫雨白 |

## 製作團隊
- 監製：龐宜安
- 總策劃：賈玉華
- 製作人：湯以白、林尹川
- 編審：陳慧慈
- 編劇：陸玉清、傅華貞
- 助理編審：曾橞箐、陳雅芬
- 顧問：黃秋良、顏媄姈

- 導演：許珮珊

## 作品變遷
| 大愛電視台 每日20:00~20:49            | 大愛電視台 每日20:00~20:49             | 大愛電視台 每日20:00~20:49 |
| ------------------------------------- | -------------------------------------- | -------------------------- |
|                                       | 心願 2013年9月29日－2013年11月7日      |                            |
| 心開運轉 2013年8月20日－2013年9月28日 | 逆光真愛 2013年11月8日－2013年12月17日 |                            |

| 中天娛樂台 每日21:00~22:00            | 中天娛樂台 每日21:00~22:00             | 中天娛樂台 每日21:00~22:00 |
| ------------------------------------- | -------------------------------------- | -------------------------- |
|                                       | 心願 2013年9月29日－2013年11月7日      |                            |
| 心開運轉 2016年8月20日－2013年9月28日 | 逆光真愛 2013年11月8日－2013年12月17日 |                            |

| 大愛電視台二台 大愛好戲成雙 周一至周五 18:00~19:30 | 大愛電視台二台 大愛好戲成雙 周一至周五 18:00~19:30 | 大愛電視台二台 大愛好戲成雙 周一至周五 18:00~19:30 |
| -------------------------------------------------- | -------------------------------------------------- | -------------------------------------------------- |
|                                                    | 心願 2016年11月21日－2016年12月10日                |                                                    |
| 幸福好簡單 2016年11月1日－2016年11月20日           | 美好歲月 2016年12月11日－2016年12月30日            |                                                    |

## 新聞活動
- 面對 就能達成《心願》
- 大愛首位女大兵 拉單槓難倒兵家綺 （页面存档备份，存于）
- 《心願》演出你我的生命經驗 9/29有感上映 （页面存档备份，存于）
- 大愛《心願》播善種 胡利演得過癮 （页面存档备份，存于）

## 外部連結
- 大愛劇場官方Facebook （页面存档备份，存于）
- 大愛戲劇「心願」